# Liste der Kulturgüter in Vouvry
Die Liste der Kulturgüter in Vouvry enthält alle Objekte in der Gemeinde Vouvry im Kanton Wallis, die gemäss der Haager Konvention zum Schutz von Kulturgut bei bewaffneten Konflikten, dem Bundesgesetz vom 20. Juni 2014 über den Schutz der Kulturgüter bei bewaffneten Konflikten sowie der Verordnung vom 29. Oktober 2014 über den Schutz der Kulturgüter bei bewaffneten Konflikten unter Schutz stehen.
Objekte der Kategorie A sind im Gemeindegebiet nicht ausgewiesen, Objekte der Kategorie B sind vollständig in der Liste enthalten, Objekte der Kategorie C fehlen zurzeit (Stand: 1. Januar 2023).

## Kulturgüter
| Foto |                                                                                  | Objekt                                                                                    | Kat. | Typ | Standort                                              | Beschreibung |
| ---- | -------------------------------------------------------------------------------- | ----------------------------------------------------------------------------------------- | ---- | --- | ----------------------------------------------------- | ------------ |
| ja   | Datei hochladen · Wikidata zu Château de la Porte-du-Scex (Q2971343)             | Burg von Porte-du-Scex / Château de la Porte-du-Scex KGS-Nr.: 07213                       | B    | G   | Route du Château 1 557529 / 133205                    |              |
| BW   | Datei hochladen · Wikidata zu Kirche Saint-Hippolyte und Glockenturm (Q29929464) | Kirche Saint-Hippolyte und Glockenturm / Église Saint-Hippolyte et clocher KGS-Nr.: 07214 | B    | G   | Avenue de l'Eglise 10.1 557439 / 131705               |              |
| BW   | Datei hochladen · Wikidata zu Rathaus (Q29929467)                                | Rathaus / Hôtel de Ville KGS-Nr.: 07215                                                   | B    | G   | Grand-Rue 25 557679 / 131749                          |              |
| BW   | Datei hochladen · Wikidata zu Wohnturm (Vouvry) (Q29929470)                      | Turmhaus / Maison de la Tour KGS-Nr.: 07216                                               | B    | G   | Grand-Rue 18 / Rue Emmanuel-Bonjean 1 557671 / 131791 |              |